# 6445 Bellmore
6445 Bellmore eller 1990 FS1 är en asteroid i huvudbältet som upptäcktes 23 mars 1990 av den amerikanske astronomen Eleanor F. Helin vid Palomar-observatoriet. Den är uppkallad efter Tamara Bell och Michael More.
Asteroiden har en diameter på ungefär 7 kilometer och den tillhör asteroidgruppen Eunomia.